# VV Almkerk
VV Almkerk is een amateurvoetbalvereniging uit Almkerk, gemeente Altena, provincie Noord-Brabant, Nederland, opgericht in 1945. Thuisbasis is het "Sportpark Almkerk".

## Standaardelftal
Het standaardelftal speelt in het seizoen 2020/21 in de Eerste klasse zaterdag van het KNVB-district Zuid-I.

### Competitieresultaten 1972–heden
| 7 4A |

| 6 4A |

| 4 4A |

| 6 4A |

| 3 4A |

| 2 4A |

| 6 3A |

| 6 3A |

| 8 3A |

| 2 3B |

| 9 3A |

| 8 3A |

| 4 3B |

| 3 3B |

| 2 3B |

| 2 3B |

| 12 3B |

| 3 4B |

|  |

| 4 3B |

| 3 3B |

| 4 3B |

| 11 3B |

| 1 4B |

| 12 3B |

| 11 3C |

|  |

| 6 3D |

| 6 3C |

| 1 3D |

| 5 2F |

| 4 2F |

| 2 2F |

| 3 2F |

| 12 2F |

| 1 3D |

| 4 2F |

| 6 2F |

| 4 2F |

| 2 2F |

| 10 1C |

| 8 1C |

| 11 1A |

| 11 1A |

| 1 2F |

| 12 1C |

| 1 2F |

| 5 1C |

| 7* 1C |

| -- 1C |

| 10 1C |

| 7 1D |

| 1E |

| Eerste klasse | Tweede klasse | Derde klasse | Vierde klasse |

In elke staaf van de grafiek staat van boven naar beneden vermeld: 
- Eindnotering

Dit is de positie die de club heeft bereikt in de competitie, zonder eventuele beslissings-, play-off- of nacompetitiewedstrijden die nodig zijn geweest om bijvoorbeeld de kampioen van de competitie te bepalen.
Indien een * achter het getal staat is de notering een tussenstand en kan het zijn dat de notering niet overeenkomt met de uiteindelijke eindstand van de competitie.
Staat er een - dan is het seizoen nog bezig en is er geen definitieve uitslag bekend.
Staat er xx op de positie van de notering, dan heeft de club vroegtijdig de competitie verlaten. Dit kan onder andere komen door terugtrekking van het team, faillissement van de club of door een uitgedeelde straf van de KNVB. In veel gevallen staat elders in het artikel de reden vermeld.
Staat er een ? dan is het resultaat uit het verleden onbekend, en is alleen de competitie of het niveau bekend van dat seizoen.
In de seizoenen 2019/20 en 2020/21 werd wegens de coronacrisis het amateurvoetbal afgebroken. Daardoor kennen deze staven geen eindklassering (middels -- weergegeven).
- Competitieniveau en afdelingsletter of Officiële eindstand Eredivisie
  - Competitieniveau en afdelingsletter

Hierbij geeft het getal het niveau weer, dat ook terug te vinden is in de legenda. De letter is de afdelingsaanduiding en wordt gebruikt wanneer er meer afdelingen zijn op hetzelfde niveau. De afdelingsletter is altijd een hoofdletter en wordt meestal zonder nummer gebruikt.
Voorbeeld: 2F is niveau 2e klasse competitie F.
Het competitieniveau en nummer wordt niet vermeld wanneer er slechts één competitie van dit niveau was.
  - Officiële eindstand Eredivisie (getal staat tussen haakjes vermeld)

Sinds de introductie van play-offwedstrijden voor Europees voetbal na afloop van de reguliere competitie in 2005/06, is de KNVB verplicht een eindstand van de Eredivisie door te geven aan de UEFA aan de hand van deze play-offwedstrijden.
Bij deze eindstand staan clubs die zich hebben gekwalificeerd voor Europees voetbal hoger dan clubs die zich niet wisten te kwalificeren. Indien er geen verschil was tussen de eindnotering en de officiële eindstand, staat dit getal niet vermeld.

- Onderafdeling

Hier staat afgekort de naam van de onderafdeling indien de club in dat jaar in een onderafdeling uitkwam. Tevens staat deze afkorting in de legenda en wordt gelinkt naar het artikel over deze onderafdeling. Deze afkorting wordt alleen vermeld wanneer de club in het verleden in verschillende onderafdelingen heeft gespeeld. Deze vermelding is in de staaf altijd in kleine letters. Deze onderafdelingen zijn na het seizoen 1995/96 afgeschaft. Heeft de club in slechts één onderafdeling gespeeld, dan is dit alleen terug te vinden in de legenda.
Onder de staaf staat het jaartal vermeld waarin het seizoen is afgesloten. 15 verwijst naar het seizoen 2014/15 of eventueel het seizoen 1914/15.
Wanneer een staaf leeg is, zijn deze gegevens niet bekend. Het kan ook zijn dat de club dat seizoen niet heeft meegespeeld op het hogere amateurniveau, vroegtijdig de competitie heeft verlaten of uit de competitie is gezet.

In het seizoen 1944/45 was er wegens de Tweede Wereldoorlog geen regulier competitievoetbal.

## Historie

### Het ontstaan van de voetbalvereniging Almkerk
De Almkerkse voetbalvereniging is officieel opgericht op 4 oktober 1945. Heel veel verenigingen uit de omtrek dateren uit deze periode. Er zijn wel enkele uitschieters die al veel langer bestaan, denk aan NOAD’32 en Sparta ’3O. Toch is het niet zo dat er in Almkerk voor 1945 geen voetbalactiviteiten waren. Ten tijde van voor de Tweede Wereldoorlog zijn slechts incidentele vermeldingen terug gevonden van Almkerkse voetbalactiviteiten. De allereerste vermelding dateert van zaterdag 7 juli 1928 toen een wedstrijd werd aangekondigd tussen Rood Wit Almkerk en het derde elftal van W.V.V., nadere bijzonderheden ontbreken.
Twee jaar later, in april 1930, werd onder de naam U.V.V., wat stond voor Uppelsche Voetbal Vereniging, een club opgericht. Voorzitter was A. van der Wiel, secretaris H. van Burgel, penningmeester M. Verhoeven en vicaris M. Vink. Er werd een terrein gehuurd aan de Rijksstraatweg, tegenover Fort Altena. De eerste wedstrijd ging tegen O.V.V. Oudendijk en werd met 3-0 gewonnen. De return, op Hemelsvaartsdag, was echter met 5-1 een prooi voor de Oudendijkers.
De Heusdense Courant had duidelijk wat problemen met de clubnaam. De eerste thuiswedstrijd werd de club aangekondigd als v.v. lppelschen Dijk en bij de revanchewedstrijd te Oudendijk als A.V.V.. In juli ging men op de ﬁets naar de Zandplaat aan de Wilhelminasluis tegen het eveneens pas opgerichte Sparta Andel. De Andelnaren wonnen met 2-0. Negen jaar later, op 2 juli 1939, nota bene een zondag, speelde een combinatieteam van d’n Uppelschen Dijk tegen Dussensche Boys. Ze bleken geen partij voor de Dussenaren want deze wonnen met 8-0.
Toch staven deze vermeldingen wel het feit dat de oprichting van het Almkerkse voetbal in verenigingsverband, dat pas na de oorlog echt gestalte zou krijgen, zijn bakermat had aan de Uppelsche Dijk, het huidige Uppel.
Direct na de bevrijding in 1945 kwam het Almkerkse voetbal deﬁnitief van de grond. Het begon met wat baltrappen aan de Uppelsche Dijk op een weitje – inclusief de nodige grippen (greppels) – van Jan Verhoeven, achter het Fort.
Dat baltrappen kostte echter nogal wat ruiten bij Henk Kolf en bij Timmer. De toen dienstdoende politieagent Van Wijlen moest nogal eens naar de Watertoren ﬁetsen om verbaal op te maken. Deze opperde om maar eens een echte voetbalclub op te richten. Ondanks het feit dat het voetbalgebeuren zich in eerste instantie helemaal aan de Uppelsche dijk afspeelde, werd toch een club opgericht in Almkerk zelf. De grondlegger hiervan waren Janus Vink, Niek Buizer en Wim van Straten.

### Eerste vergaderingen
ort daarna werden de eerste vergaderingen gehouden in Concordia, de latere elektrowinkel van Hein Dekker. De oprichting geschiedde onder de toenmalige burgemeester H. Blok en van de afdeling land van Heusden en Altena was aanwezig Lou van harte die een geweldig redenaar was. De KNVB was vertegenwoordigd door Piet den Oever en dhr. Oosting. De oprichting van v.v. Almkerk werd een feit en wel op 4 oktober 1945. Het eerste voetbalveld lag aan de Bovensteeg (nu Almweg tussen de Sjersestraat en de Woudrichemseweg). Hier zijn maar een paar wedstrijden op gespeeld gedurende een half jaar. Daarna werden de thuiswedstrijden in Andel gespeeld, ook van tijdelijke aard. Medio september 1946 werd verhuisd naar de Gantelweg. In 1948 werd een grote bazaar gehouden. Met de opbrengst, 2700 gulden, kon een tweedehands kleedlokaal worden gekocht. Op 4 apriI1958 moest men echter verdwijnen van het veld aan de Gantelweg.

### Nieuw sportcomplex
Er werd door de gemeente Almkerk toegezegd dat er een nieuw sportcomplex tussen de Voorstraat en de Almkade zou komen. In de tijd dat dit gerealiseerd werd, is weer aan de Bovensteeg gespeeld. Pas op 14 juli 1962 is het nieuwe veld aan de Voorstraat geopend samen met het nieuwe korfbalveld. Beide verenigingen hadden 2 kleedlokalen, er was nog geen kantine. Eventuele afgelastingen hingen bij kapper Bas van de Wiel voor het raam van zijn kapperszaak. In 1971 werd door veel zelfwerkzaamheid met de bouw van de kantine begonnen. Deze is op 7 april 1972 geopend. Al snel na de start aan de Voorstraat was door de grote groei 1 veld niet meer
toereikend. In de zomermaanden mocht het korfbalveld worden gebruikt.

### Verhuizing naar de huidige locatie
Op 1 september 1972 verhuisde de korfbal en hadden we deﬁnitief 2 velden waar echter ook op getraind moest worden. Met 18 teams hadden we volgens de KNVB normen 3 velden nodig. Uitbreiding op de huidige locatie was niet mogelijk. Na jarenlang plannen maken en vergaderingen met de gemeente werd grond gekocht aan de westkant van de Provincialeweg Noord, langs de Doornseweg. Op 1 april 1982 was de club rond met de gemeente. Op 16 mei 1983 werd gestart met de aanleg van de nieuwe velden.
Er werden 3 velden aangelegd en een trainingsveld ter grootte van een speelveld. Ook verrees hier een mooie kantine en 7 kleedlokalen. Deze werden helemaal met zelfwerkzaamheid gebouwd. Er kwam een nieuwe toegangsweg; de Sportlaan. In augustus 1987 begonnen we hier met de eerste wedstrijden. De kleedlokalen en de kantine waren nog niet gereed, dat liep nog een jaar uit. Intussen was de V.V. Almkerk nog verder gegroeid. Er ontstond weer een tekort aan speelvelden en kleedlokalen. Het probleem met te weinig velden werd opgelost door de aanleg van een kunstgrasveld, dat met de aanvang van het seizoen 2012-2013 in gebruik werd genomen. Rest nog een tekort aan kleedruimte, mede door de groei van het damesvoetbal. Om dit probleem op te lossen hebben we inmiddels de bouw van 4 nieuwe kleedlokalen afgerond en in begin van het seizoen 2015/2016 in gebruik genomen. Ook dit is weer voor het overgrote deel door zelfwerkzaamheid gebeurd, zodat we voorlopig op onze huidige locatie weer vele jaren vooruit kunnen